# 東ティモール海軍艦艇一覧
東ティモール海軍艦艇一覧(ひがしてぃもーるかいぐんかんていいちらん)は、東ティモール民主共和国海軍が過去保有した、または現在保有する、または将来保有する予定の、未完成・計画中止を含めた歴代艦艇一覧である。
凡例

## 現有勢力（2024年現在）
- 国防予算：2,061万ドル[1]
- 海軍人員：250名[1]
- 艦船隻数：5隻（排水量20t以上）[1]

高速艇×2
哨戒艇×3

## 艦艇一覧（近代海軍）

### 哨戒艦艇

#### 哨戒・警備艦艇
河川哨戒艇
- 旧・葡艇 - 2隻

（Oecussi）、（Atauro）
砲艇
- 中『上海-II』型 - 2隻